# Novantinoe birai
Novantinoe birai là một loài bọ cánh cứng trong họ Cerambycidae.